# 杜普尼察市鎮
42°16′N 23°7′E / 42.267°N 23.117°E

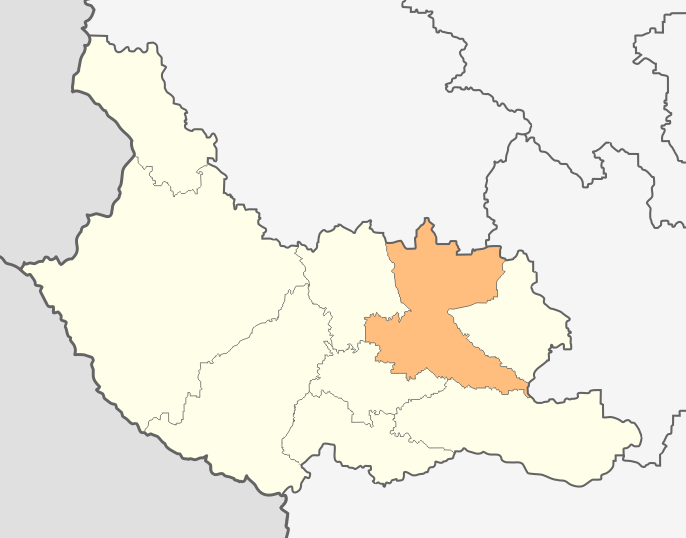

杜普尼察市，是保加利亞的城鎮，位於該國西部，由丘斯滕迪爾州負責管轄，首府設於杜普尼察，面積329.06平方公里，2011年人口44,988，人口密度每平方公里136.74人。